# Wahre Orthodoxe Kirche Griechenlands (Matthaios-Synode)
Die Wahre Orthodoxe Kirche Griechenlands (Matthaios-Synode) (auch Kirche der wahren orthodoxen Christen Griechenlands (Matthaios-Synode), englisch auch Matthewites) ist eine altkalendarische orthodoxe Kirche in Griechenland. Sie wird von den meisten orthodoxen Kirchen nicht anerkannt.

## Strukturen
Die Kirche ist in neun Metropolien in Griechenland organisiert und hat Gemeinden in Frankreich, Belgien, Bulgarien, Georgien, Russland, der Ukraine, Kanada, den USA, Kongo und Kamerun. Sie wird vom Erzbischof von Athen und ganz Griechenland geleitet.
Sie steht in Kirchengemeinschaft mit der Kirche der wahren orthodoxen Christen der väterlichen Überlieferung Zyperns.

## Lehre
Die Kirche folgt dem byzantinischen Ritus in Liturgie und geistlichem Leben. Sie hat den Julianischen Kalender im Gegensatz zur orthodoxen Kirche von Griechenland.
Sie lehnt deren Einführung des Neujulianischen Kalenders 1924 als nicht dem kanonischen Recht entsprechend ab und erkennt deswegen die Sakramente der orthodoxen Kirche nicht an.

## Geschichte
1935 wurde Archimandrit Matthaios Karpathakis zum Bischof von Vresthenia der altkalendarischen Kirche der wahren Christen Griechenlands geweiht. 1937 gründete er eine eigene Kirche, nachdem die anderen Bischöfe sich um eine Wiederaufnahme in die orthodoxe Kirche von Griechenland bemüht hatten. 1948 weihte er vier Bischöfe für die neue Kirche. Diese Weihe wird von anderen orthodoxen Kirchen nicht anerkannt, da sie nur durch einen, statt wie erforderlich durch drei kanonische Bischöfe durchgeführt wurde. Die Wahre Orthodoxe Kirche Griechenlands macht dagegen eine Ausnahmeregelung des kanonischen Rechts für besondere Situationen geltend.
1971 bemühte sich die Kirche um eine Annäherung an die Russische Orthodoxe Kirche im Ausland.
1990 unterstellten sich einige Gemeinden der Katakombenkirche in Russland und der Ukraine der Wahren Orthodoxen Kirche Griechenlands und bildeten das Russische Exarchat.
2005 spaltete sich die Wahre Orthodoxe Kirche Griechenlands unter Bischof Kirykos ab. Seit 2015 gibt es Gespräche über eine Wiedervereinigung mit der Kirche der wahren Christen Griechenlands (Chrysostomos-Synode).